# مضاد فيروسات (برمجيات)

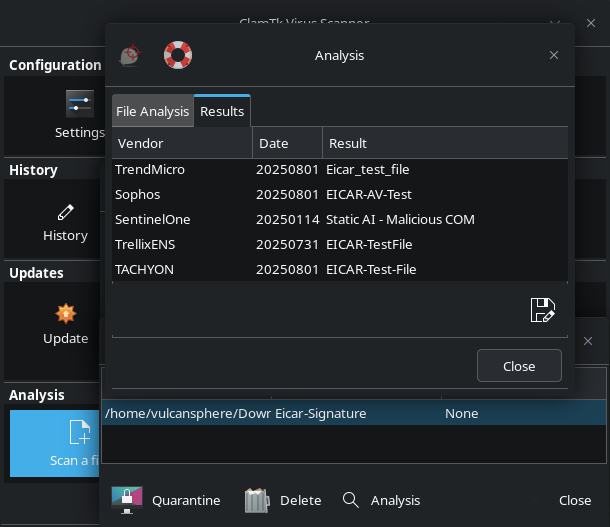
ClamTK 6.18كلايم هو برنامج مضاد للفيروسات حر التي يعمل على أوبن سوزي هاردي هيرون

مضاد الفيروسات أو مضاد للفيروسات (بالإنجليزية: AntiVirus) هو برنامج يُسْتَخْدَم لاكتشاف البرمجيات الضارة كفيروسات الحاسب، دودة الحاسوب وأحصنة طروادة وذلك لمنعها من إلحاق الضرر بالحاسوب أو سرقة البيانات الشخصية عن طريق إزلتها أو إصلاحها. ويمكن لهذا البرنامج مكافحة الأدوير، وبرامج التجسس وغيرها من أشكال البرمجيات الخبيثة.
عادة ما توظف مجموعة متنوعة من الاستراتيجيات. تشمل الفحص المستند على الكشف عن نماذج معروفة من البرمجيات الخبيثة في كود قابل للتنفيذ ومع ذلك يمكن للمستخدم أن يكون مصابا ببرمجيات خبيثة جديدة التي لا يوجد لها حتى الآن توقيع. لمواجهة هذا الذي يسمى تهديدات اليوم صفر، يمكن استخدام الاستدلال.وهو أحد أنوع النهج الإرشادي الذي يستند إلى التوقيعات العامة للتعرف على الفيروسات الجديدة. مختلف أشكال الفيروسات الموجودة تُكْتَشَفُ بالبحث عن أكواد البرمجيات الخبيثة المعروفة في الملفات.بعض برامج الحماية من الفيروسات ويمكنها أيضا التنبؤ بما سوف يحدث تفعل إذا فتح الملف بمحاكاتها في صندوق رمل وتحليل ما تقوم به لمعرفة ما إذا كانت تنفذ أية إجراءات ضارة. إذا نفذت هذا، يمكن أن يعني هذا أن الملف ضار.
ولكن، مهما كانت برنامج مكافحة الفيروسات مفيدة، في بعض الأحيان يمكن أن تكون لها عيوب. فيمكن لبرامج مكافحة الفيروسات أن تقلل أداء الحاسب إذا لم تكن مصممة بكفاءة. وقد يواجه المستخدمين غير الخبراء مشكلة في فهم الأوامر والقرارات التي يقدمها برامج الحماية من الفيروسات. وقد يؤدي القرار غير صحيح إلى الإخلال بالأمن. إذا كان برنامج مكافحة الفيروسات يعمل على اكتشاف إرشادي (من أي نوع)، سيعتمد نجاحه على ما إذا كان يحقق التوازن الصحيح بين الايجابي الزائف والسلبي الزائف. يمكن أن يكون الإيجابي الزائف مدمر مثل السلبي الزائف. في حالة واحدة، عندما أزال فحص فيروسات به خلل أصدرته سيمانتيك عن طريق الخطأ ملفات نظام التشغيل الأساسي، وترك الآلاف من أجهزة الكمبيوتر غير قادرة على الإقلاع.  أخيرا، يعمل برنامج مكافحة الفيروسات عموما في مستوى نواة نظام تشغيل موثوق به، ويجد الطرق المحتملة للهجوم.
بالإضافة إلى العيوب المذكورة أعلاه، فإن فعالية برامج الحماية من الفيروسات تم أيضا بحثها والجدال حولها. وجدت الدراسة أن نجاح كشف برامج مكافحة الفيروسات الكبرى انخفض على مدى فترة سنة واحدة.

## التاريخ
هناك ادعائات متنافسة عن ابتكار أول منتج لمكافحة الفيروسات. ربما المرة الأولى الموثقة علنا لإزالة فيروس كمبيوتر في البرية قام بها بيرنت فيكس في عام 1987.

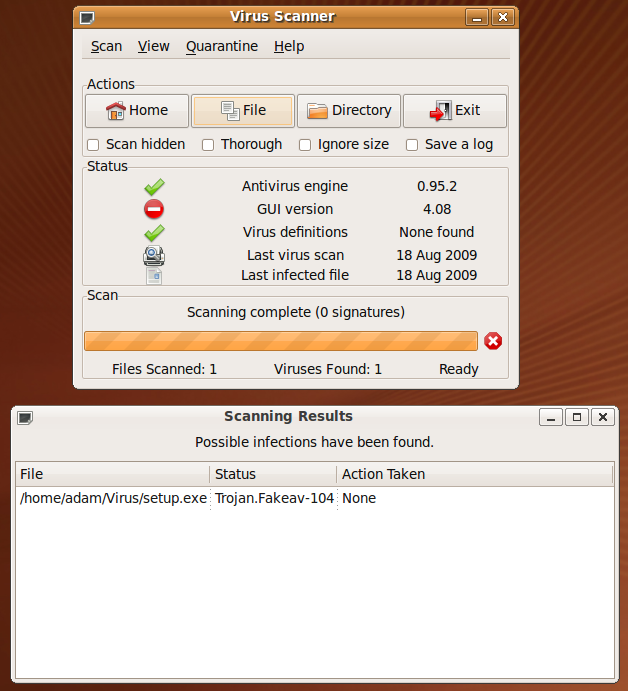
ClamTk 4.08 الفيروسات التي تعمل على أوبونتو 9.04

برنامج لمكافحة الفيروسات لمواجهة الفيروس البولندي MKS vir صدر في عام 1987. صدرت أدوات الدكتور سولومون المضادة للفيروسات، AIDSTEST وAntiVir في عام 1988. الدكتور أهن تشول سو (تشارلز أهن، مؤسس شركة أهنلاب AhnLab)، بحلول أواخر عام 1990، كان يوجد تسعة عشر منتج مضاد للفيروسات منفصل بما فيهم ذلك نورتن أنتي فايرس حماية ضد الفيروساتومكافي فريس سكان.من أوائل المساهمين في العمل على فيروسات الكمبيوتر والتدابير المضادة، فريد كوهين، بيتر تيبت، جون مكافي وأهن تشول سو.
قبل استخدام الإنترنت على نطاق واسع، كانت الفيروسات عادة ما تنتقل عن طريق الأقراص المرنة المصابة. استخدمت برامج مكافحة الفيروسات، ولكن كانت تُحَدَّث بصورة نادرة نسبيا. خلال هذا الوقت، كانت من الضروري على مضاد الفيروسات فحص الملفات القابلة للتنفيذ وقطاعات الإقلاع للأقراص المرنة والصلبة. لكن، بزيادة استخدام الإنترنت، من خلال استخدام أجهزة المودم، انتشرت الفيروسات عبر الإنترنت.
ومثل الماكرو المستخدم في تطبيقات معالجة الكلمات، مثل مايكروسوفت وورد، المزيد من الخطر. بدأ كاتبي الفيروسات باستخدام الماكرو لكتابة الفيروسات المضمنة في وثائق. هذا يعني أن أجهزة الكمبيوتر يمكن أيضا أن تكون الآن في خطر من العدوى عن طريق الوثائق المرفق بها ماكرو خفي مثل البرامج.
في وقت لاحق أصبحت برامج البريد الإلكتروني، وخصوصا مايكروسوفت أوتلوك إكسبرس وأوت لوك، معرضة للفيروسات المضمنة في جسم البريد الإلكتروني نفسه. الآن، يمكن أن يصاب جهاز الكمبيوتر الخاص بالمستخدم فقط عن طريق فتح أو معاينة رسالة. هذا يعني أن مضاد الفيروس يجب عليه فحص العديد من أنواع الملفات. وبانتشار الاتصالات واسعة النطاق، صدر المزيد والمزيد من الفيروسات، وأصبح من الضروري لتحديث مضاد الفيروسات أكثر فأكثر. حتى ذلك الحين، أصبح فيروس اليوم صفر ينتشر على نطاق واسع قبل أن تصدر شركات مكافحة الفيروسات تحديثا للحماية منه.

## أساليب التحديد

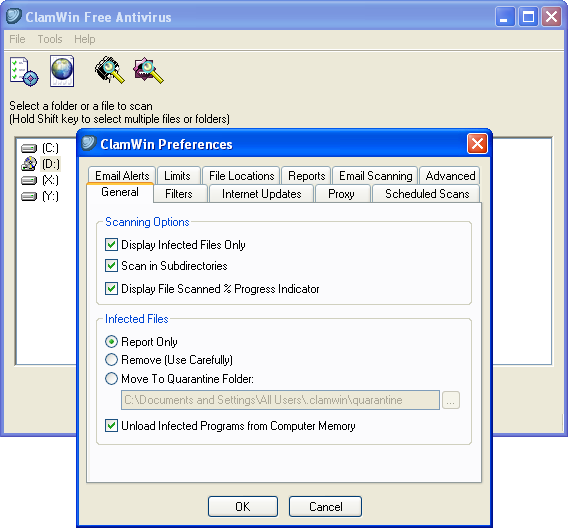
كلام وين أنتي فايرس 0.95.1 يعمل على ويندوز إكس بي

هناك عدة طرق يمكن ان تستخدمها برامج الحماية من الفيروسات لتحديد البرمجيات الخبيثة.
الفحص بناء على التوقيع أو الفحص المستند على الكشف هو الأسلوب الأكثر شيوعا. لتحديد الفيروسات والبرامج الخبيثة الأخرى، تقارن برامج الحماية من الفيروسات محتويات ملف إلى قاموس فحص الفيروس. لأن الفيروسات يمكنها تضمين نفسها في ملفات موجودة، يتم البحث في الملف بأكمله، ليس فقط ككل، ولكن أيضا في القطع.
الكشف على نشاط البرمجيات الضارة هو أسلوب آخر متبع لتحديد البرمجيات الخبيثة. في هذا الأسلوب، ترصد برامج الحماية من الفيروسات نظام للاشتباه في تصرفات البرنامج. إذا كُشِّف عن سلوك مريب، قد يتم مزيد من التحقيق في البرنامج، وذلك باستخدام الفحص المستند على الكشف أو أسلوب آخر المذكور في هذا القسم. ويمكن استخدام هذا النوع من الكشف لتحديد الفيروسات غير المعروفة أو نسخ أخرى من الفيروسات الموجودة.
الكشف القائم على الحدس، مثل الكشف عن البرمجيات ضارة النشاط، يمكن أن تستخدم لتحديد فيروسات غير معروفة. ويمكن تحقيق ذلك من خلال طريقتين: ملف تحليل ومضاهاة الملف.
تحليل الملف هي عملية البحث عن ملف يشتبه في انه مثل تعليمات للفيروس. على سبيل المثال، إذا كان البرنامج يحتوي على تعليمات لإعادة صياغة درايف سي، قد يحقق برنامج مكافحة الفيروسات مواصلة التحقيق في الملف. سلبي واحد من هذه الميزة هي كمية كبيرة من الموارد الحاسوبية اللازمة لتحليل كل ملف، مما أدى إلى بطء العملية.
مضاهاة ملف هو نهج إرشادي آخر. ينطوي مضاهاة ملف على تنفيذ برنامج في بيئة افتراضية، وتسجيل إجراءات التي ينفذها البرنامج. اعتمادا على إجراءات تسجيل، يستطيع برنامج مكافحة الفيروسات لتحديد ما إذا كان البرنامج هو ضار أم لا ومن ثم تنفيذ الإجراءات المناسبة التطهير.

### الفحص المستند على الكشف

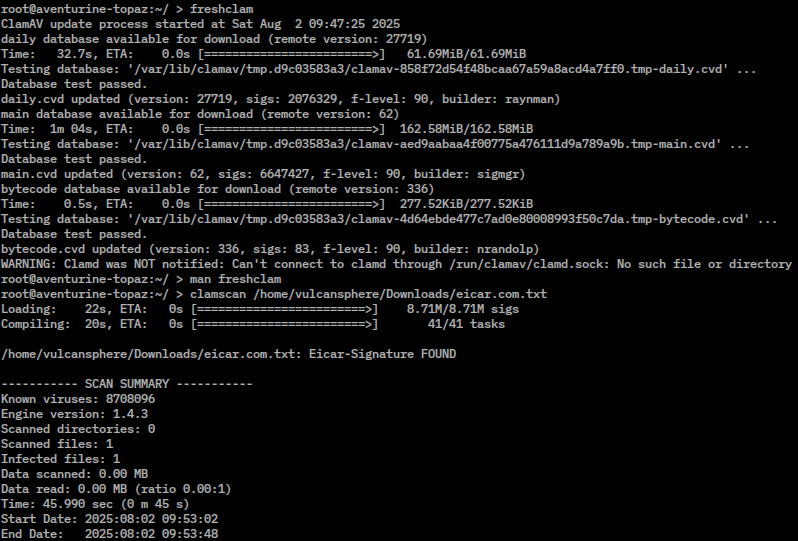
مسح فيروسات يعتمد على سطر الأوامر، كلايم أيفي 1.4.3، يشغل فيروس التحديث تعريف التوقيع ومسح وتحديد ملف طروادة

تقليديا، برامج مكافحة الفيروسات شديدة الاعتماد على التوقيعات لتحديد البرمجيات الخبيثة. هذا لا يمكن أن تكون فعالة جدا، لكنه لا يستطيع الدفاع عن نفسه ضد البرمجيات الخبيثة إلا عينات وقد تم بالفعل الحصول على التوقيعات وخلق. وبسبب هذا، والتوقيع النهج القائمة ليست فعالة ضد الفيروسات ومجهولة جديدة.
عندما يقوم برنامج مكافحة الفيروسات بفحص ملف للبحث عن الفيروسات، فإنه يتحقق محتويات ملف ضد القاموس التوقيعات الفيروس. ألف توقيع الفيروس هو رمز الفيروسية. ما إذا كان التوقيع الفيروس موجود في ملف برنامج الحماية من الفيروسات ويمكن اللجوء إلى مزيج من بعض إصلاح الحجر الصحي، أو الحذف. الحجر الصحي ملف سيجعل من الوصول إليها، وعادة ما يكون أول عمل برامج مكافحة الفيروسات سوف يستغرق ما إذا كان يتم العثور على ملف ضار. تشفير الملف هو أسلوب جيد الحجر الصحي لأنها تجعل الملف عديمة الفائدة من دون مفتاح التشفير.
أحيانا المستخدم يريد حفظ محتوى ملف مصاب بسبب فيروسات يمكن في بعض الأحيان ترسيخ نفسها في الملفات، ودعا حقن رمز، والملف قد تكون ضرورية لعملية العادي. للقيام بذلك، برامج مكافحة الفيروسات ومحاولة إصلاح هذا الملف. للقيام بذلك، يقوم البرنامج في محاولة لإزالة الشفرة الفيروسية من الملف. للأسف، قد تحدث بعض الفيروسات الضرر الملف عند الحقن.
إذا كان ملف إصلاح العملية فشلت، وعادة ما يكون أفضل شيء نفعله هو مجرد حذف الملف. حذف الملف ضروري إذا كان الملف بأكمله المصابين. هذا قد يكون من الضروري في حالة البريدي الملفات المصابة، أو ما شابه ذلك «حشد» الملفات.
لأن الفيروسات الجديدة التي يجري إنشاؤها في كل يوم، وتوقيع الكشف على أساس النهج يتطلب بتحديثها بشكل متكرر من توقيع الفيروسات القاموس. لمساعدة شركات برامج مكافحة الفيروسات، والبرمجيات قد تسمح للمستخدم تحميل فيروسات جديدة أو متغيرات إلى الشركة، مما يتيح للفيروس لتحليلها والتوقيع عليها إضافة إلى القاموس.
توقيع القائم على برامج مكافحة الفيروسات عادة عندما يفحص ملفات الكمبيوتر ونظام التشغيل يخلق، ويفتح ويغلق، أو البريد الإلكتروني لهم. وبهذه الطريقة فإنه يمكن الكشف عن الفيروس المعروف فور استلامها. مسئول النظام يمكن أن الجدول الزمني برامج مكافحة الفيروسات لتفحص كافة الملفات على الكمبيوتر في القرص الثابت في الوقت المحدد وحتى الآن.
على الرغم من أن أسلوب الفحص يمكن على احتواء تفشي الفيروس نحو فعال، حاول كتاب الفيروس البقاء خطوة إلى الأمام لمثل هذه البرامج من خلال كتابة "oligomorphic"، "متعدد الأشكال"، ومؤخرا، "المتحولة" الفيروسات التي تشفير أجزاء من أنفسهم أو غير ذلك تعديل أنفسهم كوسيلة للتمويه، وذلك لعدم تطابق تواقيع الفيروسات في القاموس.
تقنية ناشئة للتعامل مع البرمجيات الخبيثة بشكل عام هو جى البيضاء. بدلا من أن يبحث عن الوحيدة المعروفة البرمجيات سيئة، وهذا الأسلوب يمنع تنفيذ جميع التعليمات البرمجية للكمبيوتر، باستثناء تلك التي سبق تحديدها بوصفها جديرة بالثقة من قبل مدير النظام. بإتباع هذا التقصير «رفض» النهج، فإن القيود المتأصلة في حفظ التوقيعات الفيروس حتى الآن يتم تجنبها. بالإضافة إلى ذلك، تطبيقات الحاسوب التي هي غير المرغوب فيه من قبل مدير النظام ومنعهم من تنفيذ لأنها ليست على القائمة البيضاء. منذ المنظمات في كثير من الأحيان على كميات كبيرة من التطبيقات موثوق به، والقيود المفروضة على اعتماد هذه التقنية على عاتق مسئولية النظام من قدرة على القيام بالجرد والإبقاء على القائمة البيضاء للبرمجيات الموثوق بها. قابلة للتطبيق من تطبيقات هذه التقنية تشمل الأدوات لأتمتة عمليات الجرد والصيانة القائمة البيضاء.

### رصد السلوك المشبوه
والمشبوهة سلوك نهج لا يحاول التعرف على الفيروسات المعروفة، ولكن بدلا من مراقبي السلوك في جميع البرامج. إذا كان أحد يحاول البرنامج كتابة البيانات إلى برنامج قابل للتنفيذ.
والمشبوهة سلوك نهج يوفر الحماية ضد الفيروس صفر اليوم التي لم تصبح بعد في القاموس. ومع ذلك، فإنه يمكن أيضا أن صوت عدد كبير من الإيجابية الكاذبة والمستخدمين يمكن أن تصبح المتفجرات لهذه التحذيرات. هذه المشكلة قد ساءت منذ عام 1997، نظرا لأن العديد من المنظمات غير تصاميم برنامج خبيث جاء لتعديل executablea غيرها من دون النظر إلى هذه المسألة إيجابية كاذبة. في السنوات الأخيرة، ومع ذلك، تحليل سلوك متطورة برزت، الذي يحلل العمليات، ويدعو إلى النواة في سياق قبل اتخاذ القرار، وهو ما يعطيها على معدل أقل إيجابية كاذبة من القواعد القائمة على رصد السلوك.

### الاستدلال
بعض برامج الحماية من الفيروسات أكثر تطورا يستخدم تحليل إرشادي لتحديد البرمجيات الخبيثة أو متغيرات جديدة من البرمجيات الخبيثة المعروفة. وتستخدم ثلاث طرق: تحليل الملف، ملف مضاهاة، والتوقيعات عامة.
تحليل الملف هو العملية التي من خلالها سيتم تحليل برامج مكافحة الفيروسات على تعليمات من البرنامج. بناء على تعليمات، لا يمكن للبرنامج تحديد ما إذا كان أو لم يكن البرنامج هو ضار. على سبيل المثال، إذا كان الملف يحتوي على تعليمات لحذف ملفات النظام الهامة، قد يكون علامة على الملف باعتباره الفيروس. في حين أن هذه الطريقة مفيدة لتحديد الفيروسات الجديدة والمتغيرات، إلا أنها قد تسبب الكثير من ايجابيات كاذبة.
النهج الثاني هو ملف إرشادي مضاهاة، والذي يدير الملف الهدف في بيئة افتراضية النظام، ومنفصلة عن البيئة الحقيقية النظام. برنامج الحماية من الفيروسات وبعد ذلك سجل ما هي الإجراءات الملف يأخذ في بيئة افتراضية. إذا كانت الأعمال وجدت لتكون ضارة أو خبيثة، قد يكون الملف بمثابة الفيروس. ولكن مرة أخرى، يمكن أن تؤدي هذه الطريقة المغلوطة.
نوع آخر من الاستدلال هو التوقيعات عامة.
العديد من الفيروسات تبدأ اعتبارا من عدوى واحدة وإما عن طريق الطفرة أو التحسينات على يد مهاجمين أخرى، يمكن أن تنمو في العشرات من سلالات مختلفة قليلا، ودعا الخيارين. كشف عام يشير إلى اكتشاف وإزالة التهديدات المتعددة باستخدام تعريف الفيروس واحدة.
على سبيل المثال، ترويا فوندو والعديد من أفراد العائلة، وهذا يتوقف على البائع مكافحة الفيروسات التصنيف. سيمانتيك يصنف أعضاء الأسرة فوندو إلى عضوين متميزة، طروادة. فوندو وطروادة. فوندو. باء. 
في حين أنه قد يكون من المفيد التعرف على الفيروس محددة، يمكن أن يكون أسرع للكشف عن فيروس الأسرة من خلال التوقيع عامة أو من خلال تطابق دقيق لتوقيع القائمة. تفحص الباحثون إيجاد مناطق مشتركة للجميع الفيروسات في حصة عائلة فريد وبالتالي يمكن إنشاء توقيع واحد عام. هذه التواقيع غالبا ما تحتوي على رمز غير متجاورة، وذلك باستخدام حرف بدل حيث تكمن الخلافات. تسمح هذه البدل الماسح الضوئي للكشف عن الفيروسات حتى لو كانت مبطن مع إضافة، رمز بلا معنى. رمز مبطن يستخدم لإرباك الماسحة الضوئية بحيث لا يمكن التعرف على هذا التهديد.
وكشف أن يستخدم هذا الأسلوب هو أن يكون «الكشف عن مجريات الأمور».

## أدوات إزالة الفيروس
{أداة إزالة الفيروسات هي برامج لإزالة فيروسات معينة من أجهزة الكمبيوتر المصابة. على عكس مضادات الفيروسات الكاملة، فإنها عادة لا تهدف إلى كشف وإزالة قائمة واسعة من الفيروسات، بل هي مصممة لإزالة فيروسات محددة، وعادة ما تكون أكثر فعالية من برامج مكافحة الفيروسات العادية. كما أنها في بعض الأحيان مصممة لتقوم بالعمل في أماكن التي لا تستطيع العمل لها برامج مكافحة الفيروسات العادية. وهذا يفيد في حالة وجود جهاز الكمبيوتر مصاب بشدة. وتشمل الأمثلة على هذه الأدوات مكافي ستينغر ومايكروسوفت ويندوز ماليسيوس سوفتوير ريموفال تول (الذي يتم تشغيله تلقائيا عن طريق تحديث ويندوز).

## القضايا ذات الاهتمام

### الأداء
بعض برامج مكافحة الفيروسات يمكن أن يؤدي إلى تقليص كبير الأداء. يمكن للمستخدمين تعطيل الحماية من الفيروسات للتغلب على فقدان الأداء، مما يزيد من خطر الإصابة بالعدوى. لأقصى قدر من الحماية، وبرامج الحماية من الفيروسات تحتاج إلى تمكين كل الوقت في كثير من الأحيان على حساب الأداء أبطأ (انظر أيضا سخام البرمجيات).

### ميزات الحماية
برامج مكافحة الفيروسات في حد ذاتها يمكن أن تشكل خطرا أمنيا لأنها كثيرا ما تعمل في 'نظام' مستوى الامتيازات ويمكن ربط النواة—كل من هذه ضرورية لبرنامج فعال للقيام بهذه المهمة، ولكن استغلال برنامج مكافحة الفيروسات يمكن أن يؤدي في حد ذاته لامتياز التصعيد وخلق تهديد أمني شديد. يمكن القول، واستخدام برامج مكافحة الفيروسات بالمقارنة مع مبدأ الامتيازات الأقل إلى حد كبير غير فعالة عندما تشعبات البرنامج أضاف تؤخذ في الاعتبار.

### تكاليف التجديد الغير متوقعة
تتضمن بعض اتفاقيات ترخيص المستخدم النهائي لبرامج مكافحة الفيروسات التجارية إدراج شرط ان الاشتراك سيتم تجديده تلقائيا، وسيتم السداد من بطاقة الائتمان المشتري تلقائيا، في وقت التجديد دون موافقة صريحة. على سبيل المثال، يطلب مكافي من المستخدمين إلغاء الاشتراك على الأقل قبل 60 يوما من انتهاء الاشتراك الحالي  في حين بيتدفندر يرسل الإخطارات لإلغاء الاشتراك قبل 30 يوما من التجديد. وأيضا يجدد نورتن أنتي فيرس الاشتراكات تلقائيا في الوضع افتراضي.
التطبيقات مفتوحة المصدر والبرمجيات الحرة، مثل كلام أي في، تقدم كل من تطبيق المسح والتحديثات مجانا ولذلك لا يوجد اشتراك للتجديد.

### الحفاظ على الخصوصية
قد يتم تهيئة بعض برامج مكافحة الفيروسات تلقائيا لإرسال الملفات المصابة أو المشبوهة إلى المطور لمزيد من التحليل. ويجب الحذر عند تحديث برامج الحماية من الفيروسات لضمان أن الوثائق التي تتضمن معلومات سرية أو خاصة لا يتم إرسالها إلى مطور المنتج دون أذن المستخدم.

### التطبيقات الأمنية الفاسدة
بعض برامج مكافحة الفيروسات هي في الواقع برمجيات خبيثة متنكرة في شكل برامج مكافحة الفيروسات، مثل WinFixer و MS Antivirus. 

### ايجابيات كاذبة
إذا تم تهيئة برنامج مكافحة الفيروسات لحذف الملفات المصابة أو عزلها على الفور (أو فعل هذا افتراضيا)، يمكن أن تجعل الايجابيات كاذبة في الملفات الأساسية نظام التشغيل أو بعض التطبيقات غير صالحة للاستعمال.

### القضايا ذات الصلة بالنظام
تشغيل عدة برامج مكافحة الفيروسات في الوقت نفسه يمكن أن يخفض الأداء ويخلق تعارضات.
فمن الضروري في بعض الأحيان تعطيل الحماية من الفيروس بشكل مؤقت عند تثبيت التحديثات الكبرى مثل حزم الخدمات ويندوز أو تحديث برامج تشغيل بطاقة الرسومات. تنشيط الحماية من الفيروسات قد يمنع جزئيا أو كليا تثبيت التحديث الكبير.

## الأجهزة المحمولة
بدأ بائعين مكافحة الفيروسات لتقديم حلول لفيروسات الهواتف المحمولة. وتنطوي هذه الأجهزة على تحديات كبيرة لبرامج مكافحة الفيروسات، مثل قيود المعالجات الصغرى، وقيود الذاكرة وتحديثات الفحص الجديدة لهذه الهواتف النقالة.

## الفعالية
أظهرت دراسات في ديسمبر 2007 أن فعالية برامج مكافحة الفيروسات قلت كثيرا عما كانت عليه منذ بضع سنوات، وخصوصا ضد الهجمات المجهولة أو هجمات اليوم صفر. وجدت ألمانيا
مجلة الكمبيوت الألمانية c't أن معدلات الكشف عن هذه التهديدات قد انخفض من 40-50 ٪ في عام 2006 إلى 20-30 ٪ في عام 2007. في ذلك الوقت، كان الاستثناء الوحيد هو برنامج مكافحة الفيروسات نود32، الذي تمكن من الكشف عن نسبة 68 في المئة.
المشكلة يضخمها تغيير هدف كتاب الفيروس. منذ بضع سنوات كان واضحا وجود عدوى الفيروس. الفيروسات من اليوم، التي كتبها هواة، تظهر سلوكا مدمرا أو نوافذ منبثقة. ولكن الفيروسات الحديثة غالبا ما تكون مكتوبة بواسطة محترفين، وتمولها منظمات إجرامية  ليس في مصلحتهم لجعل فيروسات أو برمجيات الجريمة واضحة، لأن الغرض منها هو خلق برمجيات خبيثة أو سرقة المعلومات لأطول فترة ممكنة دون ملاحظة المستخدم. إذا كان المستخدم المصاب لديه منتج مكافحة الفيروسات قليل الفعالية والذي تقول إن الكمبيوتر نظيف، قد لا يكتشف الفيروس. في أيامنا هذه، الفيروسات عموما لا تحاول أن تغمر على شبكة الإنترنت. بدلا من ذلك، تتخذ الفيروسات أسلوب أكثر سيطرة، لان تدمير ناقل للعدوى لا يؤدي إلى تحقيق مكاسب مالية.
الحلول التقليدية لبرامج الحماية من الفيروسات تشغيل ماسحات الفيروسات على الجدول الزمني، بناء على الطلب وتشغيل بعض بالأشعة في الوقت الحقيقي. إذا وقع فيروس أو برنامج خبيث في ملف مشتبه فيه عادة ما يوضع في عزا لإنهاء فرصته في تعطيل النظام. حلول مضاد الفيروسات التقليدية تفحص وتقارن ضد دعاية وتحديثها بانتظام القاموس من البرمجيات الخبيثة والمعروفة أيضا باسم القائمة السوداء. حلول مكافحة الفيروسات وبعض الخيارات الإضافية التي توظف لمحرك إرشادي الذي يدرس كذلك في الملف لمعرفة إذا كان يتصرف بطريقة مشابهة للأمثلة السابقة من البرامج الضارة. والتكنولوجيا الجديدة التي يستخدمها عدد قليل من حلول مكافحة الفيروسات هي جى البيضاء، هذه التكنولوجيا أولا يتحقق إذا كان الملف غير موثوق به واستجوابه فقط تلك التي لا. مع إضافة حكمة الحشود، وحلول مكافحة الفيروسات الأخرى احتياطية تقنيات مكافحة الفيروسات من خلال تسخير الاستخبارات والمشورة لمجتمع المستخدمين الموثوق بها لحماية كل منهما الآخر. من خلال توفير هذه طبقات متعددة من الحماية الخبيثة ودمجها مع البرامج الأخرى الأمنية فمن الممكن أن تكون حماية أكثر فعالية من أحدث هجوم يوم الصفر وبرمجيات الجريمة الأخيرة مما سبق كان الحال مع طبقة واحدة فقط للحماية.

## مضاد الفيروسات السحابي
في برامج مكافحة الفيروسات الحالية يتم مسح الوثيقة الجديدة أو البرنامج بمضاد فيروسات واحد في نفس الوقت. سيكون مضاد الفيروسات السحابي قادر على إرسال برامج أو وثائق إلى شبكة سحابية حيث أنها سوف تستخدم مضادات فيروسات متعددة في وقت واحد. وهي أكثر دقة وأيضا لديها القدرة على التحقق من تاريخ فتح الوثيقة الجديدة أو البرامج.
مضاد الفيروسات السحابي هو مضاد فيروسات سحابي متقدمة أنتجه علماء من جامعة ميتشيغان في كل مرة يستقبل كمبيوتر أو جهاز وثيقة جديدة أو برنامج، يقوم هذا البند باكتشافها تلقائيا ويتم إرسالها إلى سحابة مضاد الفيروسات لتحليلها. نظام مضاد الفيروسات السحابي يستخدم 12 كاشف المختلف يعملون معا لإخبار السحابي ما إذا كان الشئ آمن للفتح.

## وسائل حماية الكمبيوتر الأخرى
بجانب برامج مكافحة الفيروسات، يمكن تقديم المساعدة للوقاية من عدوى الفيروس عن طريق وسائل أخرى مثل إقامة جدار ناري للشبكة، أو الاستفادة من نظام المحاكاة الافتراضية.

### بطاقة مكافحة الفيروسات
هذه الطريقة كانت تستخدم في وقت مبكر من التسعينات بواسطة مستخدمين الدوس وتشمل تركيب بطاقة بنية صناعية قياسية تتولى اعتراض الدوس ومراقبة عملية الكتابة.

### جدار الشبكة الناري
يمنع جدار الشبكة الناري البرامج وعمليات الإنترنت الغير معروفة من الوصول إلى النظام المحمي. ومع ذلك، فإنها ليست على هذا النحو نظم حماية من الفيروسات، وبالتالي فهي لا تحاول تحديد أو إزالة أي شيء. وهو قد يقي من الإصابة من خارج الكمبيوتر المحمي أو الشبكة المحلية، ويحد من نشاط أي برمجيات خبيثة التي هي موجودة من خلال منع دخول أو إرسال طلبات معينة على منافذ TCP/IP. تم تصميم الجدار الناري للتعامل مع التهديدات الأوسع نطاقا في المنظومة التي تأتي من شبكة اتصالات إلى النظام وهو ليس بديلا لنظام الحماية من الفيروسات.

## نظام المحاكاة الافتراضية
هذا الأسلوب يحاكي نظام العمل، الذي يمنع النظام الفعلي يتم تعديلها من قبل الفيروس كما أنه توقف عن أي محاولات لتغيير النظام برمته تحت الافتراضية. على الرغم من أن هذا قد بصفة عامة يكون هذا هو الحال، قد انتشار العدوى إلى النظام غير ظاهري إذا كان الفيروس هو تصور ذلك أنه بعد إصابة الجهاز الظاهري، فإنه انقطاع (الكراك) البيئة الافتراضية باستخدام واحدة من مآثر وامتد بعد ذلك إلى غير بيئة افتراضية.
بصفة عامة، من دون أي برامج مكافحة الفيروسات على نظام ظاهري لا يزال من الممكن المصابين ويعانون من أضرار أو اتخاذ إجراءات ضارة، ولكن بمجرد أن يتم إيقاف النظام وإعادة تشغيل جميع التغييرات التي سبق والأضرار التي لحقت النظام الظاهري سيتم إعادة تعيين. بهذه الطريقة، فإن هذا النظام المحمية وإزالة الفيروس. ومع ذلك، أي الأضرار التي لحقت بيانات غير المحمية أو unvirtualized سيبقى، وكذلك الآثار الضارة التي تسبب مثل سرقة البيانات.
منذ لا يحمل جميع البرمجيات الافتراضية على الكمبيوتر الظاهري من معيار (الثوابت) صورة التمهيد، في بعض الحالات، كما أنها تعمل بشكل أي جهاز كمبيوتر الحقيقية التي لديها (الظاهري) القرص الثابت، أي عدوى بفيروس سوف يتعين علاجها من أجل لتطهير النظام، أو نظام واقعي وسوف يتعين تدميرها (حذف) من أجل التخلص من الضرر. هذا هو الحال بالنسبة لإم وير وVirtualPC، إذا كان هناك إنشاء جهاز الكمبيوتر الخاص به الظاهري مع القرص الثابت الظاهري. البرمجيات الافتراضية مثل سندبوإكسي قد يمنع انتشار العدوى إلى الرئيسي (غير ظاهري) النظام ومن ثم في الواقع فقط من الضرر الذي أدلى به الفيروس البيانات / سرقة الهوية، أي سرقة البيانات التي يتم توفيرها من قبل النظام غير ظاهري ل التصفح الظاهري / وثيقة تجهيز البيئة. كما ذكر من قبل، وإذا لم يستغل سندبوإكسي، قد يستغل مثل استخدام الفيروس ليصيب غير بيئة افتراضية.

## الكشف على الإنترنت
توفر بعض المواقع على الإنترنت مسح مجاني للملفات التي تم تحميلها بواسطة المستخدمين. وهذه المواقع تستخدم ماسحات فيروسات متعددة وتقدم تقرير للمستخدم حول الملف الذي تم تحميله. من أمثلة الماسحات الضوئية على شبكة الإنترنت جوتي لمسح البرمجيات الخبيثة Jotti's malware scan ، COMODO Automated Analysis System  وVirusTotal.com 

## وصلات خارجية
- Antivirus software على مشروع الدليل المفتوح